# Amas globulaire

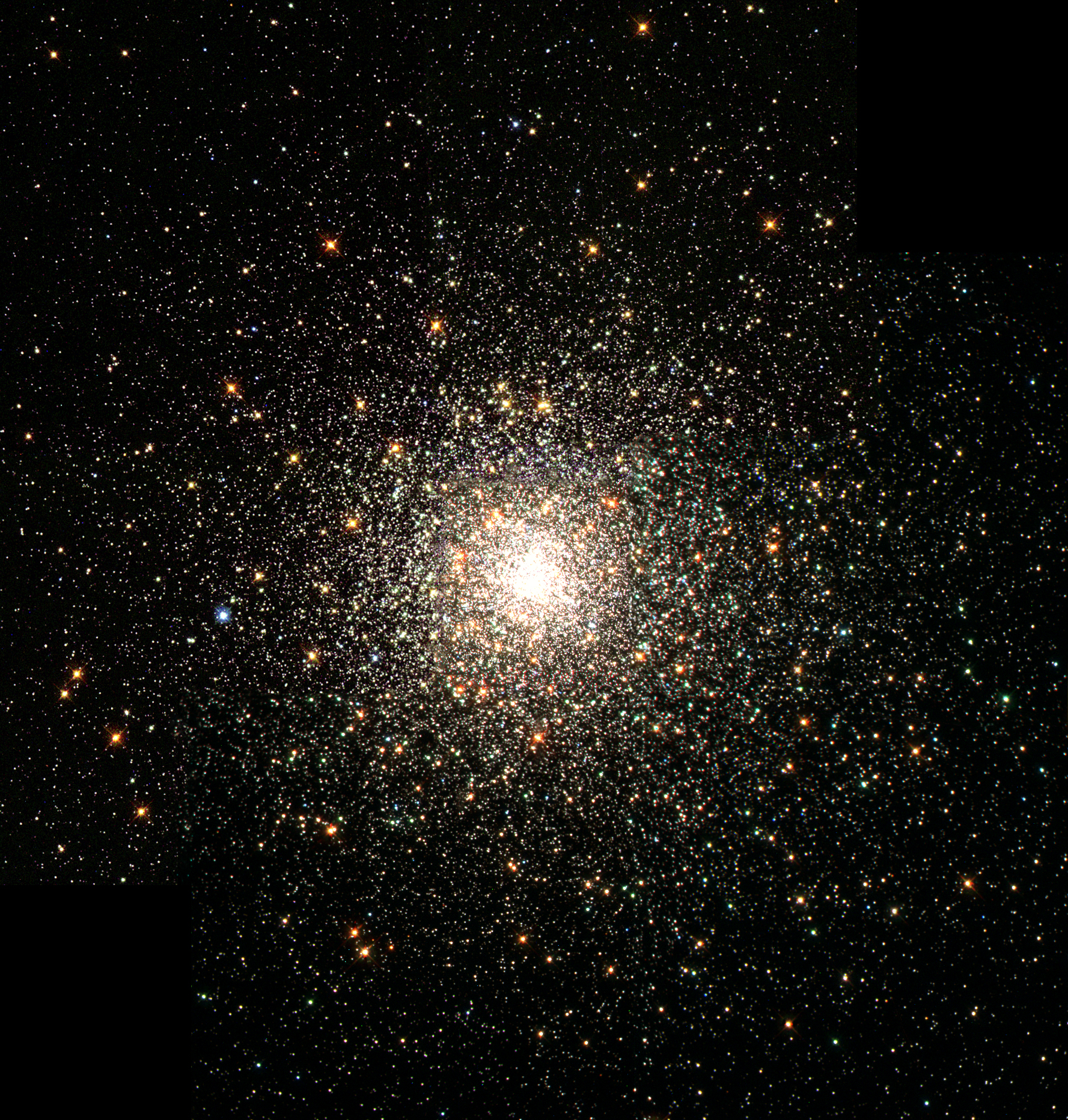
L'amas globulaire M80.

En astronomie, un amas globulaire est un amas stellaire très dense, contenant typiquement une centaine de milliers d'étoiles distribuées dans une sphère dont la taille varie d'une vingtaine à quelques centaines d'années-lumière. Leur densité est ainsi nettement plus élevée que celle des amas ouverts. Les étoiles de ces amas sont généralement des géantes rouges.
On compte 150 amas globulaires dans notre galaxie, la Voie lactée. Mais il en existe sans doute d'autres, qui restent indétectables parce que masqués par le disque galactique.
Les amas globulaires font partie du halo galactique. Ils orbitent autour du centre galactique à une distance variant de 40  à   100 kiloparsecs. C'est par leur étude que Harlow Shapley, en 1918, a pu déterminer la position du Soleil au sein de la Galaxie. Comme les amas globulaires contiennent les étoiles les plus âgées d'une galaxie, ils contribuent également de façon importante à l'étude de l'évolution des étoiles et des galaxies.

## Formation
La plupart des amas globulaires sont très anciens et se sont probablement formés en même temps que leur galaxie hôte. Néanmoins, certains amas globulaires de couleur bleue ont été récemment observés[réf. nécessaire] et leur couleur est, normalement, représentative des étoiles chaudes et jeunes.
On ne sait pas encore si des amas globulaires peuvent se former relativement tard dans la vie d'une galaxie.
On suppose cependant que les amas ouverts les plus massifs, les superamas stellaires, sont les précurseurs des amas globulaires.
D'autres amas, ayant des étoiles de métallicité et d'âge très variable, comme les amas Mayall II et Omega Centauri, par ailleurs très massifs, semblent être les restes, les noyaux d'anciennes galaxies naines absorbées par leur galaxie hôte.

## Composition
Certains amas globulaires, comme Omega Centauri de notre Galaxie, peuvent avoir une masse de plusieurs millions de masses solaires.
Certaines étoiles de type particulier, comme les traînardes bleues, les pulsars milliseconde ou les binaires X de faible masse, sont beaucoup plus communes dans les amas globulaires.
La densité des étoiles dans les amas globulaires étant très élevée, les collisions ou quasi-collisions entre étoiles y sont parfois possibles, contrairement aux autres régions d'une galaxie.

### Métallicité
La métallicité d'un objet céleste est le logarithme du rapport de sa concentration en fer sur celle du Soleil. Une métallicité évaluée entre -1,14 et -1,37 signifie que la concentration en fer de M12 est comprise entre 4,2 % et 7,2 % de celle du Soleil. Après le Big Bang, l'Univers étant quasi exclusivement composé d'hydrogène et d'hélium, la métallicité était pratiquement nulle. L'univers s'est progressivement enrichi en métaux (éléments plus lourds que l'hélium) grâce à la synthèse de ceux-ci dans le cœur des étoiles. La métallicité des amas du halo de la Voie lactée varie d'un centième à un dixième de la métallicité solaire, ce qui signifie que les amas du halo se composent de deux sous-groupes, les relativement jeunes et les vieux.

## Distribution
Lorsqu'on a pris en compte la distance des amas globulaires, il est apparu que leur distribution était fortement asymétrique et que la partie observable du disque galactique n'en constituait qu'une fraction, le reste étant obscurci par le gaz et la poussière du disque galactique.
Ils orbitent autour du centre galactique à une distance variant de 1  à   100 kiloparsecs. (A vérifier puisqu'on estime le diamètre de la Voie lactée à 100 000 années-lumière donc 15 kiloparsecs de rayon…).

## Historique des observations
| Nom de l'amas | Découvert par             | Année |
| ------------- | ------------------------- | ----- |
| M22           | Johann Abraham Ihle       | 1665  |
| ω Cen         | Edmond Halley             | 1677  |
| M5            | Gottfried Kirch           | 1702  |
| M13           | Edmond Halley             | 1714  |
| M71           | Philippe Loys de Chéseaux | 1745  |
| M4            | Philippe Loys de Chéseaux | 1746  |
| M15           | Jean-Dominique Maraldi    | 1746  |
| M2            | Jean-Dominique Maraldi    | 1746  |

Le premier amas globulaire M22 a été découvert en 1665 par Johann Abraham Ihle, un astronome amateur allemand. À cause de la faible ouverture des télescopes de cette époque, les étoiles individuelles des amas ne pouvaient être résolues. Le premier à obtenir ce niveau de détail fut Charles Messier quand il observa l'amas M4. Les huit premiers amas observés apparaissent dans le tableau ci-contre. Plus tard, l'abbé Lacaille lista les amas NGC 104, NGC 4833, M55, M69 et NGC 6397 dans son catalogue datant de 1751–1752. Le M avant le numéro de l'amas fait référence au catalogue de Charles Messier, tandis que NGC vient du catalogue New General Catalogue établi par John Dreyer.
William Herschel commença un programme d'observation en 1782, utilisant un télescope plus grand capable de séparer les étoiles des 33 amas globulaires connus à ce moment. Au passage, Il découvrit 37 nouveaux amas. Le premier à utiliser le terme amas globulaire fut Herschel dans son catalogue des objets lointains de 1789.
Le nombre d'amas globulaires découverts augmenta régulièrement, atteignant 83 en 1915, 93 en 1930 et 97 vers 1947. Au total, 151 amas globulaires sont recensés dans notre galaxie, sur un total estimé de 180 ± 20. On pense que de nombreux amas sont cachés derrière le nuage de gaz et de poussière du noyau galactique.
Au début de l'année 1914, Harlow Shapley débuta une série d'études des amas globulaires, publiées dans une quarantaine d'articles scientifiques. Il observa des étoiles céphéides variables dans les amas, ce qui lui permit de déterminer leur distance (en correspondance avec leur luminosité).

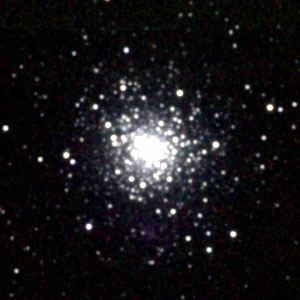
M75 est un amas globulaire très dense de classe.

La plupart des amas globulaires de la Voie lactée sont observés à proximité du noyau galactique et une majorité apparaît dans la partie du ciel céleste centrée sur le noyau (autour de la constellation du Sagittaire). En 1918, cette distribution très asymétrique a été utilisée par Harlow Shapley pour déterminer les dimensions de notre galaxie dans son ensemble. En prenant l'hypothèse que les amas globulaires suivaient une distribution plus ou moins sphérique autour du centre de la galaxie, il utilisa leur position pour calculer la position du Soleil dans la Voie lactée. Ce faisant, Shapley a ramené le Soleil (dont on sait maintenant qu'il se trouve à environ 8,6 kpc du centre[réf. nécessaire]) à sa véritable place, la périphérie de notre galaxie et non le centre. Il a ainsi montré que la taille de notre galaxie est bien plus grande que ce qu'on pensait auparavant.
Les distances estimées par Shapley étaient faussées parce qu'il n'avait pas tenu compte de l'absorption de la lumière des astres observés en provenance de certains amas par la poussière galactique, faisant paraître ces amas plus lointains. Son estimation est cependant du même ordre de grandeur que la taille actuellement admise.
Les mesures de Shapley indiquaient aussi que le Soleil était relativement loin du centre de la Galaxie, contrairement aux données de son époque reposant sur la distribution régulière des étoiles ordinaires dans le ciel. En fait, les étoiles ordinaires sont souvent obscurcies par le gaz et les poussières du disque galactique alors que les amas globulaires sont en dehors de ce disque et peuvent être vus de beaucoup plus loin.
Henrietta Swope et Helen Battles Sawyer ont participé plus tard aux travaux de Shapley. Entre 1927 et 1929, Harlow Shapley et Helen Sawyer commencèrent à classer les amas selon leur densité en étoiles. Les amas les plus denses sont ainsi dits de classe I, jusqu'aux amas les moins denses de classe XII. La classe de concentration Shapley-Sawyer issue de ces travaux est aujourd'hui utilisée.